# 肯·薩拉查
肯·薩拉查（Ken Salazar，1955年3月2日—）美國政治人物、農場經營者、以及環境保護主義者，也是第50任美國內政部長。此前他擔任科羅拉多州的參議員，隸屬民主黨籍。薩拉查原先擔任科羅拉多州的檢察長，接著在2004年贏得了參議員的選舉，並於2009年巴拉克·歐巴馬就任美國總統後擔任內政部長的職務，直至2013年。

## 早年生涯
肯·薩拉查生於科羅拉多州的阿拉莫薩（Alamosa）市，並且在科羅拉多州中南部的San Luis山谷長大，他的雙親是拉丁裔美國人。薩拉查還曾追查他的祖先早至他們在12世紀從西班牙移民至北美大陸時的紀錄。他自己是薩拉查家族裡的第五代科羅拉多人、第十二代北美人，他的家族也可以被歸類為第十二代的移民。
薩拉查就讀了Centauri中學，在1973年畢業。接著他就讀了科羅拉多學院（Colorado College），在1977年從那裡獲得了政治學的學士學位，並且在1981年從密西根大學的法學院獲得了法律學博士學位。在後來薩拉查還從科羅拉多學院（1993）以及丹佛大學（1999）取得了榮譽學位（法學博士）。
在畢業後薩拉查開始了民間的法律實習工作。在1986年他成為了科羅拉多州州長Roy Romer的首席法律顧問，在1990年Romer指派他擔任科羅拉多州自然資源部的部長。
薩拉查與妻子霍普育有兩名女兒：美琳達（19歲）和安德莉亞（18歲）。薩拉查全家都是天主教徒。

## 美國參議員
1994年薩拉查返回民間從事法律工作。1998年他被選為科羅拉多州的檢察長，並且在2002年再度當選這個職位。在2004年時共和黨的參議員Ben Nighthorse Campbell退休了，薩拉查於是宣布出馬角逐他空出的職位。薩拉查抱持著中間派政治立場，有時候他也會與民主黨內部產生不和，比如多年來他一直反對同性婚姻，也同性伴侶的小孩收養。在民主黨的初選上他輕易擊敗了Mike Miles，薩拉查接著以些微的票數擊敗了共和黨提名的Coors Brewing釀酒公司經理Pete Coors，成功當選參議員。肯的哥哥約翰·薩拉查也在2004年當選了眾議員選舉，成為科羅拉多州第三選區的眾議員。
薩拉查在2005年1月4日就職參議員。就任後不久，薩拉查便因為推薦並支持了Alberto Gonzales擔任司法部的首席檢察官而遭到民主黨內部的反彈，並且引起一陣爭議。5月23日，薩拉查與參議院其他十三名來自兩黨的參議員組成了一個被稱為「十四人幫」的跨黨派協議，以阻止民主黨繼續使用議事阻撓手段阻止布希總統的司法官員提名，同時也阻止了共和黨人企圖快速通過提名的僵局。薩拉查在2006年的期中選舉裡，薩拉查在8月的民主黨康乃迪克州初選中支持不獲民主黨提名、獨立參選的保守派參議員喬·李伯曼角逐連任，而非支持後來贏得了民主黨初選的候選人Ned Lamont。最後李伯曼以無黨籍身分成功當選連任，他其後轉為親共和黨但薩拉查對他的支持則引起了民主黨內反戰人士的批評。

## 外部連結
- 參議員肯·薩拉查官方網站
- 官方競選網站

| 前任： 德克·肯普索恩           | 美國內政部部長 2009-2013                  | 繼任： 薩莉·朱厄爾     |
| 前任： Gale Norton             | 科羅拉多州檢察長 1999-2005                | 繼任： John W. Suthers |
| 前任： Ben Nighthorse Campbell | 美國科羅拉多州（第3梯次）參議員 2005-2009 | 繼任： 麥克·班尼       |